# Free Fallin'
Free Fallin'  är en låt framförd av Tom Petty på hans debutalbum som soloartist, Full Moon Fever från 1989. Den är komponerad av Petty tillsammans med Jeff Lynne som också var medproducent och körsångare på inspelningen. Låten är en av Pettys mest berömda och den singel som han nått högst placering med på amerikanska Billboard Hot 100-listan. Den medtogs även på hans kända samlingsalbum Greatest Hits 1993. Texten nämner bland annat olika platser i San Fernando Valley norr om Los Angeles, till exempel Reseda och Ventura Boulevard. Även musikvideon är filmad i Los Angeles.
Låten röstades fram som 179 i listan The 500 Greatest Songs of All Time, publicerad av magasinet Rolling Stone.

## Listplaceringar
| Lista (1989-1990) | Position              |
| ----------------- | --------------------- |
| Kanada            | 5 (RPM)               |
| Nederländerna     | 61                    |
| Nya Zeeland       | 4                     |
| Storbritannien    | 59 (UK Singles Chart) |
| USA               | 7 (Billboard Hot 100) |